# Caridina lanceolata
Caridina lanceolata е вид десетоного от семейство Atyidae. Видът е застрашен от изчезване.

## Разпространение и местообитание
Разпространен е в Индонезия (Сулавеси).
Обитава крайбрежията на сладководни басейни и реки.

## Описание
Популацията на вида е намаляваща.